# Junkers G 38

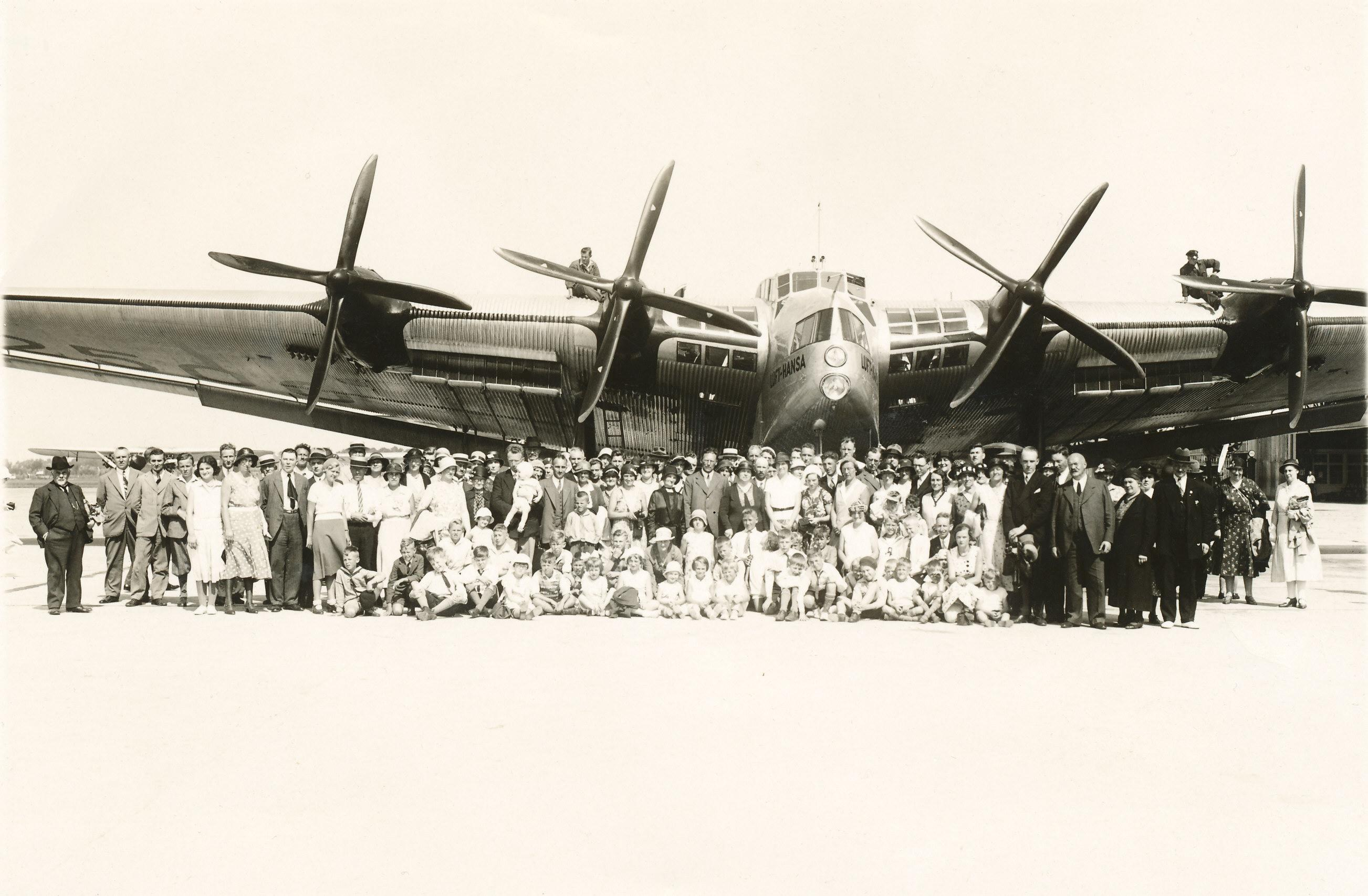
G 38 D-2500 op de luchthaven Schiphol

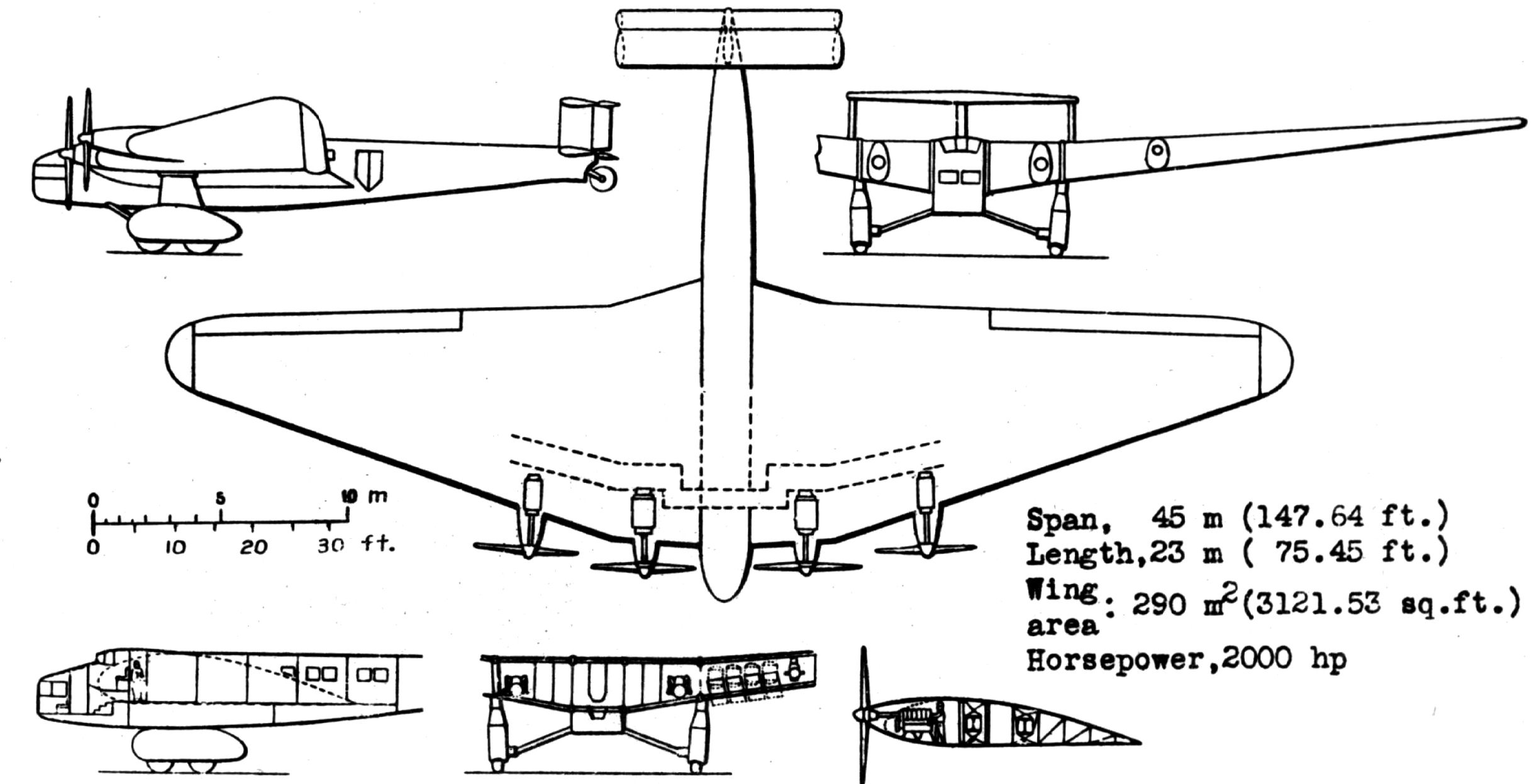
Tekening G 38

De Junkers G 38 was het grootste vliegtuig uit de jaren 1920. Het was gebouwd door Junkers.
Er zijn slechts twee toestellen van dit type gemaakt. De eerste werd in oktober 1929 de hangar uitgerold. Op 6 november 1929 vond de eerste vlucht plaats met Wilhelm Zimmermann als piloot. Deze G 38 was uitgerust met twee 600 pk (441 kW) 12-cilinder V-motoren van het type Junkers L55 en twee 400 pk (294 kW) zescilinder lijnmotoren van het type Junkers L8. Op 27 maart 1930 kreeg het als registratienummer D-2000. Er was plaats voor 19 passagiers.
Het Duitse Luchtvaartministerie kocht het toestel en gebruikte het voor demonstratievluchten met passagiers in binnen- en buitenland. Op 2 februari 1931 kreeg de D-2000 twee nieuwe motoren. De L55’s werden vervangen door 12-cilinder V-motoren van het type Junkers L88a met een vermogen van 800 pk (588 kW). Het totale motorvermogen nam met 20% toe naar 2400 pk (1765 kW). De Lufthansa nam het toestel over en gebruikte hem voor internationale lijndiensten en voor speciale vluchten.
Op 3 oktober 1931 werd de D-2000 weer aangepast. Er werd een tussendek ingebouwd waardoor het aantal zitplaatsen steeg naar 30. De twee L8-motoren werden verwijderd en het toestel kreeg nu vier L88a motoren met in totaal 3200 pk (2354 kW) waardoor de vliegprestaties verbeterden.
Drie jaar later werden de motoren weer vervangen, er kwamen vier Jumo 204 tweetakt tegenzuiger dieselmotoren met elk 750 pk (552 kW). Het registratienummer werd gewijzigd in D-AZUR. In 1936 stortte het neer bij Dessau tijdens een testvlucht na onderhoud. De piloot overleefde de crash, maar het toestel werd niet gerepareerd.
De tweede G 38 was al voltooid met het nieuwe tussendek voor in totaal 34 passagiers en de romp was verlengd tot 23,20 meter. Het had vier Junkers L88a-motoren. De Lufthansa kocht het toestel voor 1,5 miljoen Reichsmark. Op 1 juli 1932 kreeg het als registratienummer D-2500 (later D-APIS). Op 1 juli 1932 bracht dit toestel een bezoek aan Nederland.  In 1934 kreeg de D-2500 ook de Jumo 204 motoren. Vanaf 1939 vloog het voor de Luftwaffe. Op 17 mei 1941 werd het op de grond vernietigd tijdens een Royal Air Force luchtaanval op Athene.
De toestellen waren zeer groot voor hun tijd. Ze hadden een startmassa van 24 ton en de vleugels waren zo dik dat er passagiers in konden zitten. Verder was er een keuken met provisiekast, twee toiletten met wasruimte en een cabine voor rokers. Het was ook een van de eerste vliegtuigen met bordservice.
De Japanse zware bommenwerper Ki 20 was gebaseerd op de G 38.